# Requena de Campos
Requena de Campos – gmina w Hiszpanii, w prowincji Palencia, w Kastylii i León, o powierzchni 13,42 km². W 2011 roku gmina liczyła 24 mieszkańców.